# Vlag van Court-Saint-Étienne
De vlag van Court-Saint-Étienne is op onbekende datum bij raadsbesluit vastgesteld als de vlag van de Waals-Brabantse gemeente Court-Saint-Étienne. De vlag kan als volgt worden beschreven:
Twee even lange banen van groen en van wit.
De kleuren van de vlag komen uit het linkerdeel van het gemeentewapen.
De Raad van Heraldiek en Vexillologie (Frans: Conseil d’héraldique et de vexillologie) stelde een vlag met twee even lange banen van groen en van wit door een diagonaal vanaf de rechterbovenhoek en reikend tot het tweede derde deel van de onderrand van de vlag; in de onderkant staat een gestileerde groene boom op een terras. De groene driehoek symboliseert de helling van een tumulus, terwijl de boom de Justitieboom vertegenwoordigt die in de middeleeuwen werd gebruikt om de veroordeelden op te hangen.

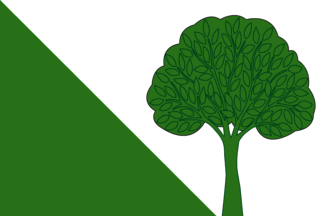
Vlagontwerp van de Raad van Heraldiek en Vexillologie